# 金松哲
金 松哲（キム・ソンチョル、朝鮮語: 김송철）は、朝鮮民主主義人民共和国の軍人、政治家。近衛ソウル柳京洙第105戦車師団長、朝鮮労働党中央委員会委員。朝鮮人民軍における軍事称号（階級）は上将。

## 経歴
出生地や生年月日は不明。就任時期は不明であるが、朝鮮人民軍上将として近衛ソウル柳京洙第105戦車師団長に任命され、2009年3月9日に実施された最高人民会議第12期代議員選挙で代議員に選出された。2010年9月28日に開催された朝鮮労働党第3回党代表者会で朝鮮労働党中央委員会委員に選出され、2011年12月17日に金正日総書記が死去した際には、国家葬儀委員会委員に選ばれた。
2012年1月に金正恩第一書記が第105戦車師団を視察した際に、中将に降格していたことが判明した。しかし、同年2月16日に金正日総書記の誕生日である「光明星節」に際して上将に再昇進した。2014年3月9日に実施された最高人民会議第13期代議員選挙で代議員に再選され、2016年5月9日に開催された朝鮮労働党第7次大会で朝鮮労働党中央委員会委員に選出された。2017年1月28日に実施された戦車・装甲歩兵連隊の冬季渡河攻撃戦術演習に第105戦車師団を率いて参加した。2018年7月26日に開催された第5回老兵大会に参加し、朝鮮人民軍を代表した決意演説を行った。
2019年3月10日に実施された最高人民会議第14期代議員選挙で代議員に再選された。